# Woodham (Buckinghamshire)
Pour les articles homonymes, voir Woodham.
Woodham est une paroisse civile et un village du Buckinghamshire, en Angleterre.